# Gorgīn Dar
Gorgīn Dar (persiska: گرگین در) är en ort i Iran.   Den ligger i provinsen Kermanshah, i den nordvästra delen av landet, 400 km väster om huvudstaden Teheran. Gorgīn Dar ligger 2 028 meter över havet och antalet invånare är 126.
Terrängen runt Gorgīn Dar är huvudsakligen kuperad, men söderut är den platt. Runt Gorgīn Dar är det ganska tätbefolkat, med 72 invånare per kvadratkilometer. Närmaste större samhälle är Bolbolānābād, 18,9 km nordväst om Gorgīn Dar. Trakten runt Gorgīn Dar består till största delen av jordbruksmark.